# Moravština
Moravština, též obecná moravština, je označení meziútvaru češtiny, stojícího jako obecná mluva nad dialekty češtiny používanými na větší části Moravy (kromě její jihozápadní části, kde tradičně převažují tzv. dialekty české) a Českého Slezska. Fakticky však jednotný moravský jazyk ani jednotné moravské nářečí neexistuje: moravské území je poměrně značně nářečně rozrůzněné, výrazně rozrůzněnější než území Čech, a to především na středomoravská, východomoravská a lašská nářečí.
Moravština byla a je pojímána jako moravské označení společného českého jazyka používaného v různých varietách na Moravě a v Českém Slezsku a takto byla i historicky evidována při zjišťování národnosti v rakouských (předlitavských) sčítáních lidu od 19. století. Zvláště po Sametové revoluci jde o také označení zamýšleného jednotného moravského jazyka (spisovná moravština), který by byl kodifikován na bázi moravských nářečí, neboť od konce 20. století se objevují snahy některých moravistů o vytvoření zvláštního moravského spisovného jazyka z moravských nářečí. Tento nový jazyk by měl i vlastní pravopis, odlišující jej od pravopisu spisovné češtiny, např. by byla zrušena písmena ů a ě.
I poté, co v roce 1991 statistický úřad umožnil samostatně kódovat vedle české národnosti i moravskou a slezskou, uváděli respondenti hlásící se ke zvláštní moravské národnosti jako svůj mateřský jazyk češtinu. K příležitosti sčítání lidu v roce 2011 však vydal Český statistický úřad prohlášení, že bude moravský jazyk sčítán jako plnohodnotný údaj s vlastním číselným kódem odděleně od jazyka českého. Při tomto sčítání lidu v roce 2011 uvedlo moravštinu jako mateřský jazyk 108 469 respondentů. Z tohoto počtu byla moravština pro 62 908 osob jediným mateřským jazykem, zbylých 45 561 osob považovalo za svůj mateřský jazyk jak moravštinu, tak češtinu. Dle sčítání lidu je moravština mateřským jazykem hlavně pro Moravany (55 424), ale i pro Čechy (2 498), Slezany (69), Slováky (26), Poláky (14) a další.

## Dějiny

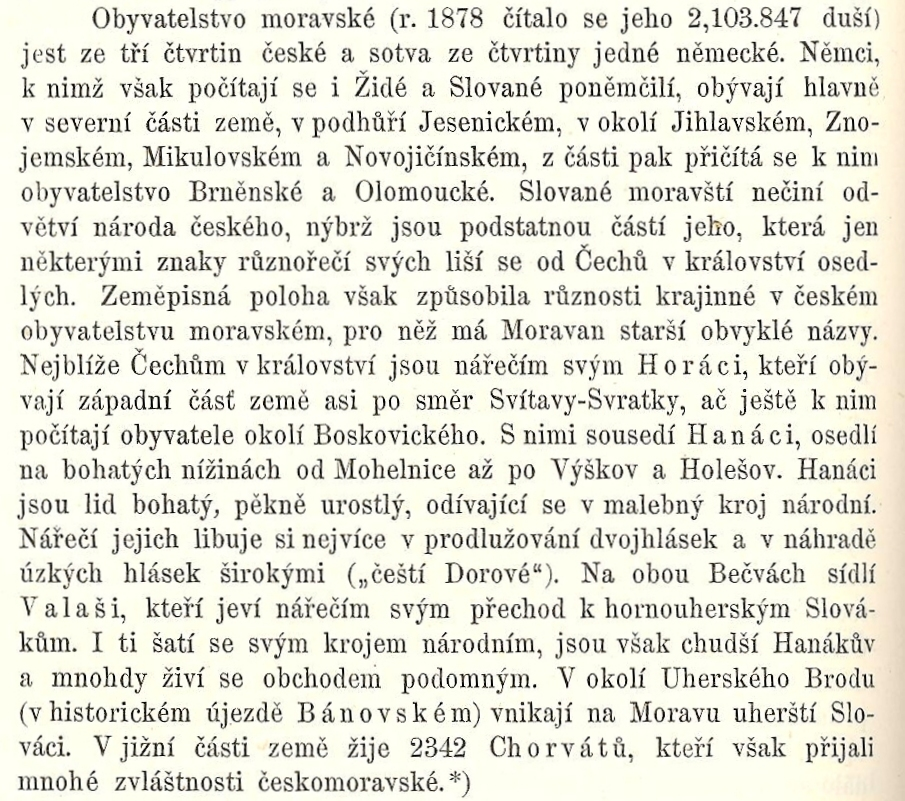
Obyvatelstvo moravské a moravská nářečí v roce 1878

Označení jazyka na Moravě jako moravského se objevuje ve 14. století a souvisí s tím, že se slovanští (i germánští) obyvatelé Moravy považovali především za Moravany. V tomto smyslu se pojem „moravský jazyk“ někdy užíval (především mezi šlechtou na půdě zemského sněmu) vedle označení „český jazyk“ i v dalších stoletích až do novověku a přežíval až do 19. století.[zdroj⁠?!]
V době předbarokní národy český a moravský ještě nesplývaly v jeden, ale byly pojímány teritoriálně, podle zemské příslušnosti, nikoliv podle jazyka, a v tomto smyslu Komenský oslovoval „národ český a moravský“, třebaže současně je označoval souhrnně jako lid český. Jména „Čech“, „český“ nabývala jednoznačnosti z hlediska národnostního až s postupujícím procesem konstituování českého národa (současně byl výraz „böhmische“ vytlačován novým výrazem „tschechische“ s odlišným významem), ale ještě roku 1848 rodem Moravan František Palacký odmítl účast na všeněmeckém sněmu tím, že je „Čech rodu slovanského“. Teritoriální chápání národa vedlo k označování jazyka podle názvů jednotek geograficko-politických, i když šlo o jazyk společný několika zemím. Slovanský jazyk používaný v Čechách tak byl označován jako jazyk český a na Moravě jako jazyk moravský, bez ohledu na míru podobnosti či rozdílů. Tomáš Pešina z Čechorodu v předmluvě k svému Předchůdci Moravopisu (1663) psal: „Že pak v jazyku českým tuto mou práci na světlo vydávám …, to činím ku poctivosti … jazyka svého českého, jako i moravského, jenž se od našeho nemnoho dělí.“ Karel Havlíček Borovský roku 1846 v článku „Slovan a Čech“ psal: „Naše Čech značí výhradně obyvatele království, a Moravan, Slovák, již nenazve sebe Čechem, aniž jazyk svůj českým, nýbrž moravským, slovenským.“ Historik a filolog Alois Vojtěch Šembera nazval v roce 1842 svoji první filologickou stať „Jazyk moravský v pruském Slezsku“. Tentýž Šembera v listě Martinu Hamuljakovi z 21. února 1842 psal: „Díla Hollého jsou zde s velkou oblibou přijaty, jazyk moravský více se blíží slovenskému a tudíž považuje Moravan spisy slovenské za své.“ Ovšem odedávna existovalo i povědomí o jednotě a totožnosti slovanského jazyka v Čechách a na Moravě, například Jan Blahoslav ve své Gramatice české roku 1571 v rámci popisu nářečí psal, že „Moravané … českým jazykem mluví“.
V průběhu 19. století byla slovanská veřejnost českých zemí rozvířena činností vzdělanců, která byla nepřesně zvána „moravský jazykový separatismus“. Iniciátoři tohoto úsilí byli rodáci z Čech, přišlí na Moravu, jimž se zalíbila tamní nářečí a kteří se rozhodli jejich prvky vnést do spisovné češtiny. K hlavním osobnostem tohoto hnutí patřili František Dobromysl Trnka, František Cyril Kampelík a Vincenc Pavel Žák. Nesnažili se tedy o vytvoření nového jazyka, ale přesto se proti jejich činnosti postavil František Palacký, po jehož intervenci zásahy do češtiny ustaly.
Při sčítáních lidu v druhé polovině 19. století, kdy se poprvé začala na území dnešního Česka zjišťovat národnost obyvatelstva, se národnost v Předlitavsku určovala podle tzv. obcovacího jazyka (Umgangssprache), kterým musel být jeden ze stanovených devíti jazyků:
1. němčina
2. čeština-moravština-slovenština[19] (čeština v něm. originále böhmisch, tj. jazyk Čech, nikoliv tschechisch)
3. polština
4. rusínština
5. slovinština
6. srbochorvatština
7. italština
8. rumunština
9. maďarština

Respondenti, kteří v letech 1880 a 1890 uvedli v Předlitavsku jako svou obcovací řeč češtinu-moravštinu-slovenštinu, byli zjednodušeně sčítáni jako Češi. Z české strany byla uvedená sčítání lidu považována za zmanipulovaná. Podle dobových zpráv např. němečtí sčítací komisaři v Liberci odmítali místním Čechům zapisovat češtinu jako obcovací řeč, protože s místními německými úřady jednají německy. Obdobně v Mošnově německý sčítací komisař Josef Wank v dotaznících škrtal češtinu a nahrazoval ji moravštinou s tím, že „Češi žijí v Čechách a Moravci na Moravě.“
V roce 1848 na základě konstitučního patentu se uzákonilo, aby "moravský jazyk kostelích a školách, v úřadě a před právem s německým stejně se postavil."
Teprve podle tzv. moravského paktu z roku 1905 byly na Moravě výslovně jmenovány jako dva zemské jazyky pro veřejnou správu i školství čeština (böhmische S.) a němčina (deutsche S.). Vznik 1. ČSR pak přinesl do těchto uspořádání změnu: byl zrušen koncept zemských jazyků a nahrazen jedním jazykem státním (oficiálně, v duchu ideologie čechoslovakismu, jazykem „československým“ o dvojím spisovném vyjádření, českém a slovenském) a dalšími jazyky menšinovými.
Kratším obdobím, kdy byla v části Moravy zrušena výuka spisovné češtiny a proti ní postaveno na oficiální úroveň jedno z moravských nářečí, bylo období německé okupace za druhé světové války. Tehdy nacistické orgány stanovily vyučovacím jazykem na území Moravského Slovácka slovácké nářečí (na popud iredentistické organizace Národopisná Morava).
Lašský spisovatel Óndra Łysohorsky navrhl spisovnou laštinu jako spisovný jazyk pro oblast Moravsko-Slezského pomezí. Svá díla psal tímto jazykem.
Dne 11.11. 1992 otiskly Hanácké noviny text s kodifikací Moravského národního pravopisu. Text byl vzán na vědomí, neboť dne 17.11. byl uveřejněn Českou národní radou pod jednacím číslem 4556/92 ČSFR.

### Označování nářečí na Moravě podle obyvatel
Obyvatelé Lašska označovali svoji řeč jako moravskou, nikoli jako laštinu, pojem lašská nářečí byl zaveden uměle. Obyvatelé kolem Žďáru, Nového Města a Bystřice označovali také svoji řeč jako moravskou; naopak kolem Dačic, Telče a Jemnic označovali svoji řeč jako českou. 

### Jazyk „Moravců“ v Pruském Slezsku
Jako moravština se oficiálně označovala též řeč obyvatelstva žijící v okolí dnešní česko-polské hranice v Horním Slezsku (Hlučínsko, Ratibořsko a Hlubčicko), a používající lašské dialekty (tzv. po našemu). Toto území v pruském Slezsku totiž církevně nadále náleželo pod území Olomoucké arcidiecéze. Byla to právě římskokatolická církev, která se zasloužila o uchování zdejšího jazyka, jenž byl díky příslušnosti jižní části Ratibořska k Olomoucké arcidiecézi nazýván „moravským“ (lidově byl označován jako „po našemu“). „Moravština“ se vyvinula ze zdejších lašských (slezských) dialektů češtiny, které byly před rokem 1742 silně ovlivněny polštinou. Po roce 1742 do nářečí zdejšího obyvatelstva pronikají četné germanismy, a tak vzniká nářečí tolik typické pro tehdejší jižní část Ratibořska. Tato moravština byla dokonce do roku 1872 vyučovacím jazykem na základních školách. „Moravštinu“ po změně základního školství na německojazyčné bylo možné nadále studovat jako jeden z předmětů jen na gymnáziu v Ratiboři a v Hlubčicích. Udržela se však nadále v domácí mluvě a v kostele. Zdejší obyvatelstvo se na základě svého jazyka a příslušnosti k Olomoucké arcidiecézi v rámci Pruska a pruského Slezska identifikovalo jako „pruští Moravci“. Ve sčítání lidu 1930 bylo zjištěno v oblasti Hlučínska 92 % obyvatelstva moravské národnosti s mateřským moravským jazykem. Tato národnost však byla za první republiky obyvatelům regionu proti jejich vůli vnucována československými úřady, jelikož zdejší obyvatelstvo tehdy i přes oficiální název jazyka tíhlo k národnosti německé a se zemskou či národní identitou si své moravectví nespojovalo.

## Moravské variety ve spisovné češtině
Spisovná čeština používá kromě neutrálních jazykových prostředků i jiné varianty, mezi nimi i moravské, označované např. ve Slovníku spisovného jazyka českého jako „obl.“, tedy oblastní, někdy jako „obl. mor.“ tedy oblastní moravské.
Mezi takové moravismy patří např. dědina proti českému ves nebo vesnice, zavazet proti čes. překážet. U mor. kačena (proti čes. kachna) je uvedeno pouze "ob.", tedy obecné. U mor. haluz proti čes. větev není v SSJČ žádná specifikace. Slova sodovka, v Čechách ve významu „sodová voda“, na Moravě „šumivá limonáda“ se používá stále méně často a tak se tento rozdíl vytrácí z úzu. Jako slovotvorné varianty lze uvést např. slunko proti čes. slunce, sluníčko. Mor. okurek (proti čes. okurka) je uvedeno také jako "obl. mor." Podobně je tomu s mor. kredenc m. proti čes. kredenc f. Oproti tomu moravské varianty v mužském rodě Olomouc m., Kroměříž m., Litovel m. aj. jsou považovány na nespisovné nebo nářeční.
Rozdílné slovotvorné předpony či přípony se v nářečích na území Moravy ve srovnání s nářečími v Čechách objevují zřídka. Jedná se např. o předponu po- oproti českému u- (např. pomlet × umlít, podělat (ne exp. zkazit) × udělat, pomyt (na Hané pozumévat) × umýt. Jediná rozdílná slovotvorná přípona je isko místo českého iště, např. strnisko × strniště, brablenisko (východ Moravy má i tvary jako bravenišče) × mraveniště.[zdroj?]
V moravských nářečích vyskytuje tzv. „moravská krátkost" např. blato × bláto, mak × mák, rana × rána, dat × dát, hlina × hlína. Časté je měkčení na konci slov (Nedůsledná depalatalizace) např. deň × den, kameň × kámen, hneď × hned. Tvar pomocného slovesa být (j)su ve významu existovat. Česko-moravská opozice zájmen př. (na) něho × něj, o tem × tom. Podoba některých substantivních koncovek naša ulica, vedlejší ulicou/ó/ú, bez noža, na kraju, dám si kašu apod.
Rozdíly mezi Čechami a Moravou najdeme i ve výslovnosti. Nápadným rozdílem tu je např. asimilace znělých a neznělých hlásek.
| Psaná forma | Moravská forma | Forma na území Čech |
| ----------- | -------------- | ------------------- |
| shledání    | zhledáňí       | schledáňí           |
| shání       | zháňí          | scháňí              |
| shoda       | zhoda          | schoda              |
| shromáždění | zhromážďeňí    | schromážďeňí        |
| shrbení     | zhrbeňí        | schrbeňí            |

Spisovný jazyk na Moravě je tak totožný jako spisovný jazyk v Česku, pouze v konkrétních variantách se liší. Situace se tak podobá rozdílům mezi němčinou a rakouskou němčinou, kde jsou varianty jak hláskoslovné, tak slovotvorné či lexikální všeobecně používány na daném území, jinak je spisovný jazyk společný a naprosto srozumitelný. Proto se zde většinou také nazývá němčina, nanejvýše, pokud potřebujeme odlišit lokální variantu, užije se název rakouská němčina.

## Kozohorského moravopis
Od konce 20. století moravisté sdružení v kopřivnickém spolku Ústav jazyka moravského (amatérský jazykovědec Jan Kozohorský, sdružený zde s dalšími dvěma osobami) usilovali o vytvoření zvláštního moravského spisovného jazyka z moravských nářečí a sepsali mluvnici moravštiny, v níž navrhovaný nový pravopis moravštiny nazývají moravopis. Jana Zemanová z Ústavu českého jazyka Masarykovy univerzity v Brně tuto snahu vnímá jako vytváření jazykového slepence z různých částí Moravy, takže ve výsledku by lidé byli nuceni používat jazyk, které žádné z oblastí Moravy není vlastní. Politolog Martin Bastl připomenul, že podobné snahy se vyskytly už v devadesátých letech, ale označil je za bizarní a okrajovou záležitost, která Moravu nijak neobohatí, a jde spíše o politické zviditelnění autorů projektu. Hana Konečná z Ústavu pro jazyk český Akademie věd uvedla, že jí taková myšlenka přijde absurdní. Veronika Bromová z Filozofické fakulty Masarykovy univerzity v Brně mínila, že myšlenka nemá naději na úspěch. Redaktorka Eliška Kolínková v iDnes.cz také zdůraznila, že představitel ústavu Jan Kozohorský je jako jazykovědec amatérem, profesí byl podavačem tiketů a číšníkem v Tipsportu.
Kozohorského návrh moravštiny byl spojen s radikální reformou pravopisu. Měkké „i“ povýšil na univerzální, přičemž „y“ ponechal jen po tvrdých souhláskách. Pro hlásku „ch“ zavedl písmeno „x“ a dosavadní písmeno „x“ navrhl rozepisovat jako „ks“. Písmena ď, ť, ň navrhl nahradit spřežkami „dj“, „tj“, „nj“ a zrušit písmeno „ě“.
Příklady slov z Kozohorského slovníku moravštiny:
- amerycký – vztahujúcí sa k Spojeným státóm Ameryckým
- bezvósatý – súcí bez vósú
- hraxovica – hraxová polévka
- lanja – samica jelenja
- lednjica – skladjišče leda
- masnjík – gdož poráží a zpracovává jatečná zvjéřata
- nedjela – sedmídenj v tydnju
- rožnút – uvest v činnostj svjetlo
- točáda – pokrm z stočeného pláta pečeného tjesta či masa z náplnjú

| spisovná moravština | spisovná čeština |
| ------------------- | ---------------- |
| naša                | naše             |
| tvoja               | tvoje            |
| mět                 | mít              |
| stolař              | truhlář          |
| ruža                | růže             |